# Puchar Mistrzów BBL
Puchar Mistrzów BBL – superpuchar Niemiec w koszykówce mężczyzn, spotkanie rozgrywane cykliczne (z drobnymi wyjątkami), na początku każdego sezonu niemieckiej Bundesligi koszykarskiej BBL, między mistrzem ligi, a zdobywcą pucharu Niemiec. 
Mecz jest rozgrywany zazwyczaj w hali mistrza Niemiec, jednak nie jest to regułą zapisaną w regulaminie. W przypadku kiedy ten sam zespół jest mistrzem Niemiec i zdobywcą pucharu Niemiec, wtedy do rywalizacji jako druga drużyna przystępuje finalista pucharu Niemiec. 

## Rezultaty
|  | Zdobywca superpucharu |

| Rok  | Mistrz Niemiec                                             | Wynik                                                      | Zdobywca pucharu Niemiec                                   | miejsce                                                    | Przyp. |
| ---- | ---------------------------------------------------------- | ---------------------------------------------------------- | ---------------------------------------------------------- | ---------------------------------------------------------- | ------ |
| 2006 | Kolonia 99ers                                              | 75–74                                                      | Alba Berlin                                                | Max-Schmeling-Halle, Berlin                                |        |
| 2007 | Bamberg                                                    | 70–51                                                      | Kolonia 99ers                                              | Arena Ludwigsburg, Ludwigsburg                             |        |
| 2008 | Alba Berlin                                                | 84–69                                                      | Artland Dragons                                            | Artland-Arena, Quakenbrück                                 |        |
| 2009 | Oldenburg                                                  | 69–54                                                      | Bonn                                                       | EWE Arena, Oldenburg                                       |        |
| 2010 | Bamberg                                                    | 85–58                                                      | Skyliners Frankfurt                                        | JAKO-Arena, Bamberg                                        |        |
| 2011 | Bamberg                                                    | 86–66                                                      | Phantoms Braunschweig                                      | Brose Arena, Bamberg (2)                                   |        |
| 2012 | Bamberg                                                    | 102–98                                                     | Ulm                                                        | Brose Arena, Bamberg (3)                                   | [ 1 ]  |
| 2013 | Brose Baskets                                              | 78–79                                                      | Alba Berlin                                                | O2 World, Berlin (2)                                       | [ 2 ]  |
| 2014 | Bayern Monachium                                           | 68–76                                                      | Alba Berlin                                                | O2 World, Berlin (3)                                       | [ 3 ]  |
| 2015 | Bamberg                                                    | 87–66                                                      | Oldenburg                                                  | Brose Arena, Bamberg (4)                                   |        |
| 2016 | Spotkanie nie zostało rozegrane z powodu harmonogramu BBL  | Spotkanie nie zostało rozegrane z powodu harmonogramu BBL  | Spotkanie nie zostało rozegrane z powodu harmonogramu BBL  | Spotkanie nie zostało rozegrane z powodu harmonogramu BBL  |        |
| 2017 | Spotkanie nie zostało rozegrane z powodu EuroBasketu 2017. | Spotkanie nie zostało rozegrane z powodu EuroBasketu 2017. | Spotkanie nie zostało rozegrane z powodu EuroBasketu 2017. | Spotkanie nie zostało rozegrane z powodu EuroBasketu 2017. | [ 4 ]  |

## Występy według klubu
| Klub                | Zwycięstwa | Przegrane | Zwycięskie lata              |
| ------------------- | ---------- | --------- | ---------------------------- |
| Bamberg             | 5          | 1         | 2007, 2010, 2011, 2012, 2015 |
| Alba Berlin         | 3          | 1         | 2008, 2013, 2014             |
| Kolonia 99ers       | 1          | 1         | 2006                         |
| Oldenburg           | 1          | 1         | 2009                         |
| Ulm                 | –          | 1         |                              |
| Löwen Braunschweig  | –          | 1         |                              |
| Skyliners Frankfurt | –          | 1         |                              |
| Bonn                | –          | 1         |                              |
| Artland Dragons     | –          | 1         |                              |
| Bayern Monachium    | –          | 1         |                              |